# Лильеблад, Самуэль
Самуэль Лильеблад (швед. Samuel Liljeblad; 1761—1815) — шведский ботаник, лихенолог, альголог и бриолог.

## Биография
Самуэль Лильеблад родился 20 декабря 1761 года в приходе Сёдра-Ви Кальмарского лена в семье Хокана Ларссона и Элин Персдоттер. В 1782 году он поступил в Уппсальский университет. В 1788 году он стал доктором философии. Затем Лильеблад работал в Уппсальском музее естественной истории, в 1790 году стал адъюнкт-профессором. В 1793 году Лильеблад стал доктором медицины в Уппсальском университете, в том же году был назначен хранителем библиотеки и гербария Уппсальской королевской академии наук. В 1802 году он стал профессором, занимал эту должность до своей смерти. В 1809 году Самуэль женился на Кристине Экфорс. Лильеблад скончался 1 апреля 1815 года в Уппсале.
Большая часть гербарных образцов растений, собранных Лильебладом, хранится в Уппсальском университете, некоторые находятся в Шведском музее естественной истории в Стокгольме.

## Растения, названные в честь С. Лильеблада
- Chara liljebladii Wallman, 1815 [syn.  Chara baltica var. liljebladii (Wallman) A.Braun, 1859]
- Draba liljebladii Wallman, 1816 [syn.  Draba nivalis Lilj., 1793]
- Potamogeton liljebladii Wallman ex Rchb., 1845 [syn.  Potamogeton obtusifolius Mert. & W.D.J.Koch, 1823]